# Olimpíada de xadrez de 1986
A Olimpíada de xadrez de 1986 foi a 27.ª edição da Olimpíada de Xadrez organizada pela FIDE, realizada em Dubai entre os dias 14 de novembro e 2 de dezembro. A equipe da União Soviética (Garry Kasparov, Anatoly Karpov, Artur Yusupov, Rafael Vaganian, Andrei Sokolov e Vitaly Tseshkovsky) venceu a competição, seguidos novamente da Inglaterra (Anthony John Miles, John Denis Martin Nunn, Jonathan Simon Speelman, Murray Graham Chandler, Andrew Jonathan Mestel e Glenn Curtis Flear) e Estados Unidos (Yasser Seirawan, Lubomir Kavalek, Larry Christiansen John Fedorowicz, Nick De Firmian e Maxim Dlugy). A edição da Olimpíada de xadrez para mulheres teve como vencedoras a União Soviética (Maia Chiburdanidze, Elena Akhmilovskaya, Nona Gaprindashvili e Nana Alexandria), seguidas da Hungria (Zsuzsa Verőci, Mária Ivánka, Ildikó Mádl e Mária Grosch) e Romênia (Margareta Mureşan, Daniela Nuţu-Terescenko, Gabriela Olăraşu e Elisabeta Polihroniade).

## Quadro de medalhas

### Masculino
| Tabuleiro   | Ouro                                 | Prata                                 | Bronze                          |
| 1.º         | URS Garry Kasparov                   | AUT Joseph Klinger                    | PHI Eugenio Torre CHN Xu Jun    |
| 2.º         | EGY Imed Abdelnabbi                  | INA Utut Adianto                      | CRC William Charpentier Morales |
| 3.º         | ENG Nigel Short                      | ECU Carlos Matamoros Franco           | CAN Day Lawrence                |
| 4.º         | URS Artur Yusupov                    | ENG Murray Chandler                   | ZAM Markus Thole                |
| 1.º res     | PUR Luís Muñiz ENG Jonathan Speelman | POL Robert Kuczyński                  |                                 |
| 2.º res     | MAS Ng Ek Teong                      | IRQ Baha H. Abbas                     | USA Maxim Dlugy                 |
| Performance | URS Garry Kasparov                   | URS Artur Yusupov ENG Murray Chandler |                                 |

### Feminino
| Tabuleiro   | Ouro                    | Prata                         | Bronze                                  |
| 1.º         | SUI Tatiana Lemachko    | URS Maia Chiburdanidze        | CHN Liu Shilan                          |
| 2.º         | UAE Fraidah A. Karim    | WLS Deborah Cooper            | HUN Ildikó Mádl                         |
| 3.º         | URS Nona Gaprindashvili | MEX Yadira Hernández Guerrero | YUG Suzana Maksimović CUB Zirka Frometa |
| res         | ROM Gabriela Olăraşu    | IRQ Mohammed, A.              | FIN Urda Fogel                          |
| Performance | URS Nona Gaprindashvili | CHN Liu Shilan                | URS Maia Chiburdanidze                  |